# Фабіан Липинський
Липи́нський Фа́біан Анто́нійович — український суддя, маршалок шляхти, землевласник, прадід політичного діяча, історика, публіциста і теоретика українського консерватизму В'ячеслава Липинського.

## Служба
Обіймав посади хорунжого та судді граничного Ольгопільського повіту (1814), а також маршалка шляхти цього повіту (1820—1826), голови Окружного суду Подільської губернії.

## Приватні володіння
Фабіан Липинський володів маєтками в селах Лойовець Ушицького повіту, селі Рибне Могилівського повіту, селами Демківка, Юзефівка, Любомирка і Марківка Ольгопільського повіту Подільської губернії, а також Овсяники в Літинському повіті.

## Родина
Дружина Юзефа Ярошинська.
Їхні діти:
- Доньки Теодора й Олександра стали дружинами Станіслава Тизенгауза (одна по смерті другої).

Завдяки цим шлюбам Липинські породичалися не лише із заможними Тизенгаузами і Свейковськими, але й з багатими графами Потоцькими.
- Сини — Володимир-Северин-Мар'ян, Болеслав і Вацлав-Пйотр — були визнані в дворянстві указом від 2 квітня 1857 року.

Старший з них, Володимир, одружився з Бечковською герба Дрия та мав трьох синів — Юзефа-Казимира, Казимира-Олександра та Казимира-Сільвестра-Антонія.
Останній з них одружився з Кларою з Рокицьких та успадкував по матері маєток Затурці на Волині. Разом із синами Вацлавом-Вінцентієм, Станіславом і Володимиром він визнаний у дворянстві рішенням Подільського дворянського депутатського зібрання від 29 березня 1895 року.